# Lycoris nubila
Lycoris nubila är en ringmaskart som beskrevs av Savigny in Lamarck 1818. Lycoris nubila ingår i släktet Lycoris och familjen Nereididae. Inga underarter finns listade i Catalogue of Life.